# الدن رینگ
الدن رینگ (به انگلیسی: Elden Ring) یک بازی ویدئویی در سبک نقش‌آفرینی اکشن و جهان باز است؛ که توسط فرام سافتور توسعه یافته و به‌وسیلهٔ باندای نامکو انترتینمنت در تاریخ ۲۵ فوریه ۲۰۲۲، برای پلت‌فرم‌های مایکروسافت ویندوز، ایکس‌باکس وان، ایکس‌باکس سری ایکس/اس، پلی‌استیشن ۴ و پلی‌استیشن ۵ منتشر شده است. نسخه‌ای برای کنسول نینتندو سوئیچ ۲ نیز قرار است در سال ۲۰۲۵ عرضه شود. این بازی به کارگردانی هیده‌تاکا میازاکی با همکاری رمان‌نویس فانتزی جرج آر. آر. مارتین ساخته شده است، که محتوای لازم برای تنظیمات بازی را فراهم کرده است.
الدن رینگ بر طبق بازبینی جمعی وبگاه متاکریتیک مورد تحسین جهانی قرار گرفت، و برای داشتن جهان باز و روند بازی خوب مورد تحسین قرار گرفت، که به عنوان پیشرفتی در قواعد مجموعه سولز در نظر گرفته می‌شود.
بازی الدن رینگ با کسب ۴۲۹ جایزه که یکی از آن‌ها بهترین بازی سال گیم آواردز است توانست رکورد آخرین بازمانده از ما، قسمت ۲ را با ۳۲۶ جایزه بشکند و رکورد بیشترین تعداد جایزه را از آن خود کند و به پر افتخارترین بازی تاریخ تبدیل شد. این بازی در آوریل ۲۰۲۵ از مرز فروش ۳۰ میلیون نسخه عبور کرده است که این میزان فروش الدن رینگ را به پرفروش‌ترین بازی سری بازی‌های سولز و یکی از پرفروش‌ترین بازی‌های ویدئویی تمام دوران تبدیل کرده است.
محتوای قابل دانلود این بازی تحت عنوان سایه اِردتری (Shadow of Erdtree) در سال ۲۰۲۳ توسط شرکت فرام سافتور اعلام شد و در ژوئن ۲۰۲۴ عرضه گردید و با تحسین مشابه و به فروشی بیش از پنج میلیون نسخه دست یافت. همچنین یک بازی اسپین‌آف با محوریت چندنفره، تحت عنوان الدن رینگ نایت‌رین، در مه سال ۲۰۲۵ منتشر شد.

## گیم‌پلی
الدن رینگ یک بازی ویدئویی در سبک نقش‌آفرینی اکشن با زاویه دید سوم شخص است که در دنیایی خیالی به نام «سرزمین‌های میانه» جریان دارد و تمرکز روند بازی آن بر روی مبارزات و اکتشاف مشابه با عناصر دیگر بازی‌های توسعه یافته توسط فرام سافتور همانند مجموعه سولز، بلادبورن، و سکیرو: سایه‌ها دو بار می‌میرند می‌باشد. بازی شامل کلاس‌های مختلفی است، که در ابتدای بازی با انتخاب هر کلاس بازیکنان می‌توانند به ویژگی‌های آن دست یابند. کارگردان بازی هیده‌تاکا میازاکی، توضیح داده که بازیکنان ابتدا با یک دهانه خطی شروع به بازی می‌کنند، اما در نهایت با پیشرفت قادرند به اکتشاف در سرزمین‌های میانه، شامل شش منطقه اصلی، همچنین قلعه‌ها، دژها، و گوردخمه‌های پراکنده در سراسر نقشه جهان باز بپردازند. در طول بازی، بازیکنان با شخصیت غیرقابل‌بازی (اِن‌پی‌سی‌ها) و دشمنان، از جمله نیمه‌خدایان مواجه می‌شوند، که بر منطقه‌های اصلی حکمرانی می‌کنند و در نقش غول آخرهای اصلی بازی را ایفا می‌کنند.
بازیکن قادر است به‌وسیلهٔ اسبی به نام تورِنت، در دنیای میانه سریعتر کاوش کند، این اسب قادر به دو مرتبه پریدن بوده و بازیکن می‌تواند با استفاده از آن به مکان‌های گوناگون نقشه بازی سفر کند. تورنت، در اوایل بازی و پس از ملاقات با شخصیت مِلینا در دسترس قرار می‌گیرد و با احضار بازیکن در زیر پای آن ظاهر خواهد شد.
امکان سَفر سریع (Fast Travel) به نقطه‌هایی با نام site of grace در الدن رینگ مهیا است که بازیکن با انتخاب موقعیت موردنظر در دنیای میانه، می‌تواند به (site of grace) با کوچک‌ترین فاصلهٔ زمانی سفر کند. در الدن رینگ، بازیکنان می‌توانند از مخفی‌کاری نیز برای مبارزه با دشمنان استفاده کنند.

## داستان

### پیش زمینه
الدن رینگ در تمام بخش‌های «سرزمین‌های میانه» (Lands Between) قرار دارد، قلمروی که توسط یک خدای بیرونی با نام «گریتر ویل» (Greater Will) اداره می‌شود. گریتر ویل این سرزمین را با چند روون جادویی و یک درخت عظیم و طلایی با نام «اردتری» (Erdtree) توانمند می‌سازد. گریتر ویل ملکه ماریکا (Marika) را به عنوان فرمانروای سرزمین در کنار همسرش که مقام الدن لرد را داشته باشد قرار داد. در ابتدا گادفری (Godfrey) همسر ماریکا بود اما ماریکا به دنبال قدرت بیشتری بود به همین دلیل با نیمه مردانه خود راداگون (Radagon) ازدواج کرد. ماریکا برای اطمینان از حکومت ابدی خود در سرزمین‌های میانه، رون مرگ را به «ملیکِث دِ بلک بلید» (Maliketh the Black Blade) سپرد تا برای همیشه حکومت را در اختیار داشته باشد. اما همه چیز در سرزمین‌های میانه برابر نبود همانند «اومن‌ها» (Omens) که در واقع انسان‌هایی بودند که با نقص و نفرینی به دنیا می‌آمدند و ماریکا آن‌ها را از سرزمین میانه تبعید می‌کرد.
پس از اینکه اولین فرزند ماریکا با نام «گادوین د گلدن» (Godwyn the Golden) با استفاده از یک قطعه ربوده شده از رون مرگ کشته شد، ماریکا الدن رینگ را شکست و موجب رویداد «Shattering» شد و همین باعث شد تا در داخل درخت اردتری توسط خار حبس شود و تکه‌های مختلف الدن رینگ به عنوان رون‌های بزرگ به فرزندان ماریکا به ارث رسید. «مورگات» (Morgott) یک اومن که با وجود تبعید همچنان به ماریکا وفا دار بود، «موگ» (Mohg) دوقلوی مورگات که قصد داشت حکومت اومن‌ها را تشکیل دهد و فرمانروایی کند، «ژنرال رادان» (General Radahn) جنگجویی که به دلیل مبتلا شدن به سم اسکارلت (Scarlet Rot) خلق و خوی وحشی گرفت، «ریکارد» (Rykard) جنگجویی که برای قدرت گرفتن حاضر شد به تمامی قدرت‌ها پشت کند و با یک مار درهم آمیخته شود تا حکومت خودش را تشکیل دهد، «رانی» (Ranni) جادوگری که به دنبال سرنگونی گریتر ویل بود، «میکلا» (Miquella) نابغه محبوبی که با نفرین ماندن در بدن نوجوانی خود تا ابد بود و ملینیا (Malenia) دوقلوی میکلا که با نفرین مادرزادی وجود سم اسکارلت در بدنش به دنیا آمد. در بازی، شخصیت قابل بازی از نژادی به نام «تارنیشد» (Tarnished؛ در لغت به‌معنای از جلا افتاده) است، یکی از گروه‌های تبعیدی از «سرزمین‌های میانه» که پس از رویداد «Shattering» دوباره احضار می‌شوند. به عنوان یکی از افراد تارنیشد، بازیکن باید قلمرو را طی کند تا الدن رینگ را تعمیر کرده و به «اِلدن لُرد» تبدیل شود.

### خلاصه
در اوایل سفر خود برای تعمیر الدن رینگ، تارنیشد با دوشیزه‌ای به نام مِلینا (Melina) روبرو می‌شوند. از آنجایی که تارنیشد بدون دوشیزه است، ملینا به او پیشنهاد می‌کند که به عنوان دوشیزه وی عمل کند، و به او توانایی «تبدیل‌کردن روون‌ها به قدرت» را داده و همچنین اسب خود «تورنت» را به وی می‌دهد. او این کار را تنها به شرطی انجام می‌دهد که تارنیشد او را به مکان «اِردتری» (Erdtree)، جایگاه الدن رینگ، بیاورد. ملینا بعداً تارنیشد را به «Round Table Hold» می‌برد، محل تجمع سایر افرادِ تارنیشد که به دنبال تعمیر الدن رینگ هستند. واقف این مکان، شناخته‌شده با نام «The Two Fingers؛ دو انگشت»، به تارنیشد دستور می‌دهد تا روون‌های بزرگ را جمع‌آوری کرده و به اِردتری بیاورد، جایی که می‌توان از آنها برای تعمیر الدن رینگ استفاده کرد.
تارنیشد با سفر به سرزمین‌های میانه، مناطق مختلف را بررسی می‌کند و نیمه‌خدایان را شکست می‌دهد. او به زودی به اندازه کافی روون‌های بزرگ را بازیابی می‌کند و «The Two Fingers» به او اجازه می‌دهد تا با «مورگات» (Morgott)، نیمه‌خدایی که از اِردتری محافظت می‌کند، مبارزه کند. مورگات پس از شکست ادعا می‌کند که اِردتری به هیچ‌کسی اجازه ورود به آن را نمی‌دهد، و الدن رینگ را غیرقابل تعمیر می‌داند. تارنیشد زمانی که به اِردتری نزدیک می‌شود و فضای داخلی را با دیواری از خار مسدود شده می‌بینند این امر را تأیید می‌کند. سپس ملینا از راه می‌رسد و به او توصیه می‌کند که برای یافتن «شعلهٔ خرابه» (Flame of Ruin) سفر کند، که می‌تواند از آن برای آتش‌زدن درخت و سوزاندن خارها استفاده کند. سپس تارنیشد آزاد است تا یا به سمت «شعلهٔ خرابه» سفر کند، یا راهی برای مهار «Frenzied Flame» پیدا کند به همان اندازه قدرتمند است.
پس از به دست آوردن «شعلهٔ خرابه»، اگر تارنیشد قدرت «Frenzied Flame» را به دست نیاورد، ملینا «شعلهٔ خرابه» را می‌گیرد و خود را قربانی می‌کند تا اِردتری را به آتش بکشد. اما اگر تارنیشد این قدرت را به دست آورد، ملینا وی را رها می‌کند و او را مجبور می‌کند که خودش از آن برای آتش‌زدن اِردتری استفاده کند. در هر مورد، تارنیشد به شهر ویران‌شدهٔ «فاروم آزولا» (Farum Azula) منتقل می‌شود و اِردتری در هر مورد می‌سوزد. پس از شکست‌دادن «ملیکِث دِ بلک بلید» (Maliketh the Black Blade) و استفاده از «Rune of Death» برای تقویت آتش، تارنیشد به پای درخت سوختهٔ اِردتری بازگردانده می‌شود. در داخل، او با «راداگون» (Radagon)، همسر ملکه ماریکا که در بدن او زندگی می‌کنند، و همچنین با نگهبان درخت، «هیولای اِلدن» (Elden Beast) مبارزه می‌کند. پس از شکست هر دو، تارنیشد به جسد متلاشی‌شدهٔ ماریکا که حاوی بقایای الدن رینگ است دسترسی پیدا می‌کند. بسته به اقدامات تارنیشد در طول بازی، می‌توان به شش پایان مختلف رسید،
- پایان طبیعی: تارنیشد بدون متحد شدن با کسی به الدن لرد تبدیل شده و با رها کردن سرزمین‌های میانی به شکل قبل عصر شکست (Age of Fracture) را آغاز می‌کند.
- تارنیشد با متحد شدن با گلدمسک تبدیل به الدن لرد شده و با اجرای قوانین عصر نظم (Age of Order) را آغاز می‌کند.
- تارنیشد با متحد شدن با فیا به الدن لرد تبدیل شده و با تغییر در نحوه مرگ، عصر غروب (Age of Duskborn) را آغاز می‌کند.
- تارنیشد با متحد شدن با دانگ ایتر به الدن لرد تبدیل شده و قدرت اردتری را به‌طور کامل از بین می‌برد و بدون قدرت اردتری به‌طور کامل نامیدی سراسر سرزمین میانه را در بر می‌گیرد.
- تارنیشد با متحد شدن با رانی، رانی را به تاج و تخت می‌رساند، رانی حلقه الدن را نابود می‌کند و عصر ستاره‌ها (Age of the Stars) آغاز می‌شود.
- تارنیشد با «Frenzied Flame» متحد شده، تمام سرزمین را به آتش کشیده و تبدیل به «Lord of Frenzied Flame» می‌شود. پس از این پایان، ملینا قسم می‌خورد تا انتقامش را از تارنیشد بگیرد.

#### سایه اِردتری
تارنیشد برای پیدا کردن «میکلا» (Miquella) فرزند ملکه ماریکا شروع به جستجو می‌کند که به ظاهر توسط «موگ» (Mohg) دزدیده شده است. پس از شکست دادن موگ، تارنیشد متوجه می‌شود که میکلا ربوده شدن خود را برای رها کردن بدنش و رفتن به «سرزمین سایه» (Shadow Land) ترتیب داده است. تارنیشد با ورود به سرزمین سایه‌ها با پیروان میکلا آشنا می‌شود که او را به سمت «دروازه الهی» (Gate of Divinity) راهنمایی می‌کنند. پس از ورود تارنیشد به دروازه الهی متوجه می‌شود که این دروازه توسط خار متوقف و توسط «مسمر» (Messmer) فرزند نفرین شده ملکه ماریکا محافظت شده است. تارنیشد پس از کشتن مسمر وارد دروازه الهی می‌شود و متوجه می‌شود که میکلا از این دروازه جهت رسیدن به درجه خدایی و سلطنت بر دنیا می‌خواهد استفاده کند. میکلا با استفاده از جسد موگ موفق به زنده کردن «رادان» (Radahn) برادر ناتنی خود که در واقع از نظر میکلا نیرومندترین و بزرگ‌ترین قهرمان تاریخ می‌باشد، می‌شود تا با شراکت و پیوند با وی با قدرت بیشتری حکمرانی را انجام بدهد. در انتها تارنیشد با مبارزه با رادان و میکلا جلوی ظهور قدرت جدیدی با نام میکلا را می‌گیرد.

## پیشروی و ساخت
سری‌های دارک سولز ساخته شده توسط فرام سافتور همیشه به دلیل دشواری زیاد مراحلش مورد توجه بوده است. کارگردان بازی هیدتاکا میازاکی در نظر داشت یک بازی جهان باز با مکانیک تکاملی دارک سولز بسازد. الدن رینگ با این دیدگاه پر از نقشه‌های گسترده و سیاهچاله‌های باریک با تعداد زیاد می‌باشد که به هدف اصلی میازاکی یعنی آزادی و میزان اکتشاف برای کاربران افزایش پیدا کند. شرکت فرام سافتور با صحبت با جرج آر. آر. مارتین نویسنده رمان‌های تخیلی ترانه یخ و آتش راه را برای جهان سازی برای الدن رینگ فراهم کرد. میازاکی که از طرفداران مارتین بود با دادن آزادی عمل در ساخت جهان اجازه ایجاد خلاقیت با ساخت داستان قبل از رویداد اصلی بازی را به وی داد.الدن رینگ همانند بازی‌های سری دارک سولز به گونه ای طراحی شده است که روایت داستانی مستقیمی ندارد و بازیکن با تعامل با شخصیت‌های غیرقابل بازی می‌تواند داستان را متوجه و تفسیر کند. میازاکی عنوان کرده است که فهمیدن داستان‌ها از طریق شخصیت‌های قبل قابل بازی که هر کدام دارای جزئیات شخصی متفاوتی هستند لذت بخش تر از حالت عادی می‌باشد.
تولید این بازی از سال ۲۰۱۷ به‌طور رسمی شروع شد. ساخت الدن رینگ همزمان با سکیرو: سایه‌ها دو بار می‌میرند شروع شد، میازاکی عنوان کرد که گرچه برخی از مبارزات این دو بازی مشابه هم هستند اما به هیچ وجه مکانیک مشابهی به‌طور مستقیم نسبت به هم ندارند. تمرکز اصلی تیم ساخت و طراحی الدن رینگ به داستان سرایی، مقیاس محیطی و نقش‌آفرینی بوده است به گونه‌ای که برای بازیکن حس تنوع و تعامل با محیط بیشتر از بازی‌های قبلی باشد. افزایش مقیاس محیطی نیاز به افزایش میزان کاوش در بازی بود که میازاکی با الهام گرفتن از سایه کلوسوس، الدر اسکورولز، ویچر ۳: وایلد هانت و افسانه زلدا: نفس وحش و همچنین کتاب‌های ارباب حلقه‌ها و قهرمان ابدی آن را انجام داد.
الدن رینگ اولین بار در نمایشگاه رسانه و تجارت ای۳ ۲۰۱۹ مورد نمایش و معرفی قرار گرفت.برخی از اطلاعات بازی نیز به دلیل نفوذ به سرورهای بندای نامکو انترتینمنت مورد فاش‌شدن اینترنتی قرار گرفت. پس از آن تا سال ۲۰۲۱ خبری از الدن رینگ نبود. در نوامبر ۲۰۲۱ الدن رینگ به عنوان یک چرخه زندگی انتشار نرم‌افزار اعلام شد تا سال ۲۰۲۲ که الدن رینگ به‌طور کامل منتشر شد. در ابتدا پس از انتشار برخی از بازیکنان از نرخ فریم بازی ناراضی بودند که بندای نامکو انترتینمنت با به روز رسانی آن را برطرف کرد. در فوریه ۲۰۲۳ بسته الحاقی تحت عنوان «سایه اردتری» معرفی شد. در فوریه ۲۰۲۴ اولین تریلر رسمی از بسته الحاقی «سایه اردتری» منتشر شد و در ژوئن ۲۰۲۴ این بسته الحاقی به‌طور رسمی منتشر شد.

## بازخورد
| گردآورنده | امتیاز                              |
| --------- | ----------------------------------- |
| متاکریتیک | PC: ۹۴/۱۰۰ PS5: ۹۶/۱۰۰ XSXS: ۹۶/۱۰۰ |

| ناشر                     | امتیاز |
| ------------------------ | ------ |
| دستراکتید                | ۱۰/۱۰  |
| ایزی الایز               | ۹٫۵/۱۰ |
| فامیتسو                  | ۳۹/۴۰  |
| گیم اینفورمر             | ۱۰/۱۰  |
| گیم رولیشن               | [ ۳۰ ] |
| گیم‌اسپات                 | ۱۰/۱۰  |
| گیمز ریدار+              | [ ۳۲ ] |
| هاردکور گیمر             | ۵/۵    |
| آی‌جی‌ان                   | ۱۰/۱۰  |
| پی‌سی گیمر (ایالات متحده) | ۹۰/۱۰۰ |
| پی‌سی‌گیمزان               | ۱۰/۱۰  |
| شک‌نیوز                   | ۹/۱۰   |
| گاردین                   | [ ۳۸ ] |
| وی‌جی۲۴۷                  | [ ۳۹ ] |
| VideoGamer.com           | ۹/۱۰   |

به‌طور کلی بازی «الدن رینگ» مورد تحسین منتقدین قرار گرفت. بالغ بر نهصد هزار بیننده در توییچ تنها پس از ۲۴ ساعت داشته که این مقدار، آن را تبدیل به سومین نمایش بزرگ پس از سایبرپانک ۲۰۷۷ و آرک کرد. گیم‌اسپات گسترده بودن جهان باز بازی و جزئیات خیره کننده که موجب کاوش بازیکنان در گوشه کنار جهان بازی می‌شود را جذابیت اصلی بازی نامید. آی‌جی‌ان نیز کاوش‌های مختلف و متفاوت در جای جای نقشه بازی را مورد تحسین قرار داد. گاردین در تیتری بازی را «جذاب و مبتکرانه» عنوان کرد و جزئیات نقشه آن را به زیبایی سری بازی‌های افسانه زلدا اعلام کرد و محیط جهان‌های تاریک و روشن بازی را به خاطر طراحی هنری زیبایش مورد تقدیر قرار داد.
درجه سختی بازی که همانند بازی‌های قبلی فرام سافتور هیچ حالت آسانتری وجود نداشت موجب هم ستایش و هم انتقاد برخی منتقدین شد. برخی عدم وجود حالت آسان در بازی را ضعف بازی دانسته و برخی دیگر آن را که موجب چالش بیشتر بازیکنان می‌شود را مورد تقدیر قرار دادند. تنوع بازیکنان برای انتخاب سبک مبارزه در برابر دشمنان و در عین حال چالش‌برانگیز بودن آنها یکی از نقاط قوت بازی مطرح شد. وجود اسب و قابلیت «سفر سریع» با استقبال منتقدین همراه شد که باعث آسان شدن کاوش در بازی شد.
داستان بازی الدن رینگ که به قلم جرج آر. آر. مارتین و سبک نوشتاری وی بود مورد توجه منتقدین قرار گرفت. ارز تکنیکا طرح داستان بازی را «رمز آلود و پراکنده» نامید و عنوان کرد که این سبک نوشتار بر پایه طرح داستان‌های فرعی برای فهماندن داستان به مخاطب به جای اعلام داستان مستقیم به وی می‌باشد.

### فروش
الدن رینگ تا پایان ماه مارس ۲۰۲۲ نزدیک به ۱۳ میلیون نسخه فروخته شد که این مقدار تا ژوئن ۲۰۲۴ به ۲۵ میلیون نیز افزایش پیدا کرد. این فروش این بازی را به زود فروش‌ترین بازی شرکت بندای نامکو انترتینمنت تبدیل کرد و علاوه بر آن پرفروش‌ترین بازی در ماه‌های فوریه و مارس ۲۰۲۲ لقب گرفت. این بازی همچنین دومین بازی پرفروش سال ۲۰۲۲ در آمریکا و سومین بازی پرفروش در سال ۲۰۲۲ در اروپا شناخته شد.
بسته الحاقی سایه‌های اردتری در سه روز اول انتشارش موفق به فروش پنج میلیون نسخه شد.

## جوایز
بازی الدن رینگ موفق بر دریافت جوایز بسیار زیادی در صنعت بازی‌های کامپیوتری شد. این بازی با کسب ۴۲۹ جایزه بهترین بازی سال با شکستن رکورد بازی آخرین بازمانده از ما قسمت ۲ موفق به کسب بیشترین جایزه بهترین بازی سال شد. این بازی عنوان بهترین بازی سال در مراسم‌های مختلف و نشریه‌های معتبر از قبیل گیم آواردز، ارز تکنیکا، دستراکتید، فوربز، الکترونیک گیمینگ مانثلی، یوروگیمر، گیم اینفورمر، گیم‌اسپات، آی‌جی‌ان، پولیگان، پی‌سی گیمر، جوایز دی.آی.سی.ای.، گیمزکام و جوایز گلدن جوی‌استیک را بدست آورد.
| سال  | جایزه                          | بخش                        | نتیجه    | منبع   |
| ---- | ------------------------------ | -------------------------- | -------- | ------ |
| ۲۰۲۰ | جوایز گلدن جوی‌استیک            | بهترین بازی مورد انتظار    | نامزدشده | [ ۴۷ ] |
| ۲۰۲۰ | جوایز بازی ۲۰۲۰                | بهترین بازی مورد انتظار    | برنده    | [ ۴۸ ] |
| ۲۰۲۱ | گیمزکام                        | بهترین بازی مورد انتظار    | برنده    | [ ۴۹ ] |
| ۲۰۲۱ | گیمزکام                        | بهترین بازی پلی‌استیشن      | برنده    | [ ۴۹ ] |
| ۲۰۲۱ | گیمزکام                        | بهترین بازی اکشن           | برنده    | [ ۴۹ ] |
| ۲۰۲۱ | گیمزکام                        | بهترین بازی نقش‌آفرینی      | برنده    | [ ۴۹ ] |
| ۲۰۲۱ | گیمزکام                        | بهترین بازی سال            | برنده    | [ ۴۹ ] |
| ۲۰۲۱ | جوایز گلدن جوی‌استیک            | بهترین بازی مورد انتظار    | برنده    | [ ۵۰ ] |
| ۲۰۲۱ | جوایز بازی ۲۰۲۱                | بهترین بازی مورد انتظار    | برنده    | [ ۴۸ ] |
| ۲۰۲۲ | جوایز بازی ژاپن                | جایزه بزرگ صنعت بازی       | برنده    | [ ۵۱ ] |
| ۲۰۲۲ | جوایز بازی ژاپن                | بهترین بازی سال            | برنده    | [ ۵۱ ] |
| ۲۰۲۲ | جوایز گلدن جوی‌استیک            | بهترین بازی سال            | برنده    | [ ۵۲ ] |
| ۲۰۲۲ | جوایز گلدن جوی‌استیک            | بهترین بازی پلی‌استیشن      | نامزدشده | [ ۵۲ ] |
| ۲۰۲۲ | جوایز گلدن جوی‌استیک            | بهترین طراحی بصری          | برنده    | [ ۵۲ ] |
| ۲۰۲۲ | جوایز گلدن جوی‌استیک            | بهترین بازی چند نفره       | برنده    | [ ۵۲ ] |
| ۲۰۲۲ | جوایز گلدن جوی‌استیک            | بهترین بازی از نظر منتقدین | برنده    | [ ۵۲ ] |
| ۲۰۲۲ | جایزه بازی ۲۰۲۲                | جوایز بازی برای بازی سال   | برنده    | [ ۵۳ ] |
| ۲۰۲۲ | جایزه بازی ۲۰۲۲                | بهترین کارگردانی           | برنده    | [ ۵۳ ] |
| ۲۰۲۲ | جایزه بازی ۲۰۲۲                | بهترین داستان              | نامزدشده | [ ۵۳ ] |
| ۲۰۲۲ | جایزه بازی ۲۰۲۲                | بهترین کارگردان هنری       | برنده    | [ ۵۳ ] |
| ۲۰۲۲ | جایزه بازی ۲۰۲۲                | بهترین موسیقی              | نامزدشده | [ ۵۳ ] |
| ۲۰۲۲ | جایزه بازی ۲۰۲۲                | بهترین صداگذاری            | نامزدشده | [ ۵۳ ] |
| ۲۰۲۲ | جایزه بازی ۲۰۲۲                | بهترین بازی نقش‌آفرینی      | برنده    | [ ۵۳ ] |
| ۲۰۲۲ | جایزه بازی ۲۰۲۲                | بهترین بازی از نظر مردم    | نامزدشده |        |
| ۲۰۲۲ | جوایز اژدها                    | بهترین بازی علمی-تخیلی سال | برنده    | [ ۵۴ ] |
| ۲۰۲۳ | جوایز استریمر                  | بهترین بازی سال            | برنده    | [ ۵۵ ] |
| ۲۰۲۳ | جوایز بازی‌های نیویورک          | بهترین بازی سال            | برنده    | [ ۵۶ ] |
| ۲۰۲۳ | جوایز بازی‌های نیویورک          | بهترین داستان              | نامزدشده | [ ۵۶ ] |
| ۲۰۲۳ | جوایز بازی‌های نیویورک          | بهترین جهان بازی           | برنده    | [ ۵۶ ] |
| ۲۰۲۳ | جوایز بازی‌های نیویورک          | بهترین موسیقی              | نامزدشده | [ ۵۶ ] |
| ۲۰۲۳ | جوایز دی.آی.سی.ای.             | بهترین بازی سال            | برنده    | [ ۵۷ ] |
| ۲۰۲۳ | جوایز دی.آی.سی.ای.             | بهترین کارگردانی           | برنده    | [ ۵۷ ] |
| ۲۰۲۳ | جوایز دی.آی.سی.ای.             | بهترین طراحی               | برنده    | [ ۵۷ ] |
| ۲۰۲۳ | جوایز دی.آی.سی.ای.             | بهترین بازی نقش‌آفرینی      | برنده    | [ ۵۷ ] |
| ۲۰۲۳ | جوایز دی.آی.سی.ای.             | بهترین دستاورد تکنیکال     | برنده    | [ ۵۷ ] |
| ۲۰۲۳ | جوایز دی.آی.سی.ای.             | بهترین داستان              | نامزدشده | [ ۵۷ ] |
| ۲۰۲۳ | جوایز دی.آی.سی.ای.             | بهترین دستاورد             | نامزدشده | [ ۵۷ ] |
| ۲۰۲۳ | جوایز فامیتسو                  | بهترین بازی سال            | برنده    | [ ۵۸ ] |
| ۲۰۲۳ | جوایز فامیتسو                  | بهترین طراحی               | برنده    | [ ۵۸ ] |
| ۲۰۲۳ | جوایز فامیتسو                  | بهترین بازی نقش آفرینی     | نامزدشده | [ ۵۸ ] |
| ۲۰۲۳ | جوایز انتخاب توسعه‌دهندگان بازی | بهترین بازی سال            | برنده    | [ ۵۹ ] |
| ۲۰۲۳ | جوایز انتخاب توسعه‌دهندگان بازی | بهترین موسیقی              | نامزدشده | [ ۵۹ ] |
| ۲۰۲۳ | جوایز انتخاب توسعه‌دهندگان بازی | بهترین طراحی               | برنده    | [ ۵۹ ] |
| ۲۰۲۳ | جوایز انتخاب توسعه‌دهندگان بازی | بهترین نوآوری              | نامزدشده | [ ۵۹ ] |
| ۲۰۲۳ | جوایز انتخاب توسعه‌دهندگان بازی | بهترین تکنولوژی            | نامزدشده | [ ۵۹ ] |
| ۲۰۲۳ | جوایز انتخاب توسعه‌دهندگان بازی | بهترین طراحی بصری          | برنده    | [ ۵۹ ] |
| ۲۰۲۳ | جوایز بازی فرهنگستان بریتانیا  | بهترین بازی سال            | نامزدشده | [ ۶۰ ] |
| ۲۰۲۳ | جوایز بازی فرهنگستان بریتانیا  | بهترین دستاورد هنری        | نامزدشده | [ ۶۰ ] |
| ۲۰۲۳ | جوایز بازی فرهنگستان بریتانیا  | بهترین طراحی بازی          | برنده    | [ ۶۰ ] |
| ۲۰۲۳ | جوایز بازی فرهنگستان بریتانیا  | بهترین بازی چند نفره       | برنده    | [ ۶۰ ] |
| ۲۰۲۳ | جوایز بازی فرهنگستان بریتانیا  | بهترین موسیقی              | نامزدشده | [ ۶۰ ] |
| ۲۰۲۳ | جوایز بازی فرهنگستان بریتانیا  | بهترین داستان              | نامزدشده | [ ۶۰ ] |
| ۲۰۲۳ | جوایز بازی فرهنگستان بریتانیا  | بهترین دستاورد تکنیکی      | نامزدشده | [ ۶۰ ] |
| ۲۰۲۳ | جوایز بازی فرهنگستان بریتانیا  | بهترین بازی آنلاین         | نامزدشده | [ ۶۰ ] |
| ۲۰۲۳ | جوایز انجمن شبکه صوتی بازی     | بهترین موسیقی اصلی         | نامزدشده | [ ۶۱ ] |
| ۲۰۲۳ | جایزه نبولا                    | بهترین داستان              | پیروز    | [ ۶۲ ] |
| ۲۰۲۴ | جوایز گلدن جوی‌استیک            | بهترین بسته الحاقی         | پیروز    | [ ۶۳ ] |
| ۲۰۲۴ | جوایز استریمر                  | بهترین بازی سال            | نامزدشده | [ ۶۴ ] |
| ۲۰۲۴ | گیم آواردز ۲۰۲۴                | بهترین بازی سال            | نامزدشده | [ ۴۸ ] |
| ۲۰۲۴ | گیم آواردز ۲۰۲۴                | بهترین کارگردانی           | نامزدشده | [ ۴۸ ] |
| ۲۰۲۴ | گیم آواردز ۲۰۲۴                | بهترین کارگردان هنری       | نامزدشده | [ ۴۸ ] |
| ۲۰۲۴ | گیم آواردز ۲۰۲۴                | بهترین بازی نقش آفرینی     | نامزدشده | [ ۴۸ ] |
| ۲۰۲۴ | گیم آواردز ۲۰۲۴                | بهترین بازی از نظر مردم    | نامزدشده | [ ۴۸ ] |
| ۲۰۲۴ | جوایز بازی نیویورک             | بهترین جهان بازی           | پیروز    | [ ۴۸ ] |
| ۲۰۲۴ | جوایز بازی نیویورک             | بهترین بسته الحاقی         | پیروز    | [ ۴۸ ] |
| ۲۰۲۴ | جوایز دی.آی.سی.ای.             | بهترین بازی نقش آفرینی     | نامزدشده | [ ۶۵ ] |
| ۲۰۲۴ | جوایز جم                       | بهترین موسیقی متن          | پیروز    | [ ۴۸ ] |
| ۲۰۲۴ | جوایز جم                       | بهترین بسته الحاقی         | پیروز    | [ ۴۸ ] |
| ۲۰۲۴ | جوایز نبولا                    | بهترین داستان              | نامزدشده | [ ۶۶ ] |